# Albert Moll
Albert Moll (ur. 4 maja 1862 w Lesznie, zm. 23 września 1939 w Berlinie) – niemiecki lekarz psychiatra i seksuolog, jeden z twórców seksuologii. Zajmował się hipnotyzmem, był przeciwnikiem parapsychologii i okultyzmu. Odrzucał psychoanalizę Freuda, krytykował też prace Magnusa Hischfelda. Współpracował z Havelockiem Ellisem i Maxem Marcuse. Był autorem licznych prac z dziedziny seksuologii. Jako pierwszy wyróżnił cztery fazy cyklu reakcji seksualnych.
Syn kupca Isidora Molla. Studiował medycynę we Wrocławiu, Fryburgu Bryzgowijskim, Jenie i Berlinie, gdzie w 1895 roku na podstawie rozprawy sporządzonej pod kierunkiem Rudolfa Virchowa przyznano mu stopień doktora medycyny. Następnie odbył podróż naukową po klinikach psychiatrycznych, zwiedzając ośrodki w Wiedniu, Budapeszcie, Londynie, Paryżu i Nancy. Po powrocie do Niemiec otworzył praktykę neurologiczną w Berlinie. W 1936 roku wydał wspomnienia (Ein Leben als Arzt der Seele), niedługo potem stracił prawo do wykonywania zawodu z powodu żydowskiego pochodzenia. Zmarł śmiercią naturalną we wrześniu 1939 roku w Berlinie.
W 2009 roku zorganizowano sympozjum poświęcone biografii i poglądom Alberta Molla.

## Wybrane prace
- Die konträre Sexualempfindung. Berlin, 1893
- Untersuchungen über die Libido sexualis. Berlin, 1897
- Wann dürfen Homosexuelle heirathen? Berlin, 1902
- Ärztliche Ethik. Die Pflichten des Arztes in allen Beziehungen seiner Thätigkeit. Stuttgart, 1902
- Sexuelle Perversionen, Geisteskrankheit und Zurechnungsfähigkeit. Berlin, 1905
- Das Sexualleben des Kindes. Berlin, 1909
- Handbuch der Sexualwissenschaften mit besonderer Berücksichtigung der kulturgeschichtlichen Beziehungen. Leipzig, 1912
- Berühmte Homosexuelle. Wiesbaden, 1914
- Der Hypnotismus. Berlin, 1924
- Ein Leben als Arzt der Seele – Erinnerungen. Dresden, 1936